# 格雷森縣 (維吉尼亞州)
格雷森縣（英語：Grayson County）位美國維吉尼亞州西南部的一個，南鄰田納西州和北卡羅萊納州。面積1,155平方公里。根据2010年美國人口普查，共有人口15,533人。縣治獨立城。該州的最高點羅傑斯峰（Mount Rogers，海拔1,746公尺）位於本縣。
成立於1792年11月7日。縣名紀念大陸會議代表、聯邦參議員威廉·格雷森。